# Vardanashen
Vardanashen là một đô thị thuộc tỉnh Armavir, Armenia. Dân số ước tính năm 2011 là 1325 người.